# 東京日本語教育センター
東京日本語教育センター（とうきょうにほんごきょういくせんたー）は、独立行政法人日本学生支援機構が東京都新宿区北新宿に設置している留学生支援施設。

## 概要
日本国外から派遣されてきたおもに国費留学生に対して、日本国内の高等教育機関で教育を受けるための日本語教育を施すことを目的とする。独立行政法人が設置する留学生支援施設であるが、財団法人日本語教育振興協会の認定および法務大臣告示を受けた正規の日本語学校である。
主として文部科学省国費外国人留学生または外国政府派遣留学生として日本国外から派遣されてきた国費留学生を対象とする。なお、私費留学生も自己負担で入学することができる。

## 制度
日本語教育課程は1年コース（4月入学）と1年半コース（10月入学）があり、派遣元国の制度による3月卒業と9月卒業のどちらにも対応できるようになっている。文部科学省国費外国人留学生に対しては一律4月入学であるが、外国政府が派遣する場合は当該政府がコースを決定する。

## 歴史
1935年に財団法人国際学友会が東京都新宿区に設置されたことに始まる。当時は文部省ではなく外務省の所轄であった。大東亜戦争の広域化に伴い日本の植民地から優秀な現地人を留学生として受け入れる様になっていった。このため1943年に大東亜省へ移管したが、1945年、終戦と共に外務省へ再移管された。
1958年、正式に国際学友会日本語学校（こくさいがくゆうかいにほんごがっこう）を設立し、学校教育法による各種学校として認定された。
1979年には文部省（当時）所轄の財団法人として移管された。
2004年、日本育英会（特殊法人）、財団法人日本国際教育協会、財団法人内外学生センターおよび財団法人関西国際学友会と合併して独立行政法人日本学生支援機構が発足、国際学友会日本語学校は東京日本語教育センターに改名され、引き続き同機構の運営が行われることとなった。

## 交通アクセス
- 中央・総武緩行線・大久保駅北口徒歩9分
- 中央・総武緩行線・東中野駅東口徒歩9分
- 都営地下鉄大江戸線・東中野駅　A1出口 徒歩11分